# Olibrinus pigmentatus
Olibrinus pigmentatus là một loài chân đều trong họ Olibrinidae. Loài này được Budde-Lund miêu tả khoa học năm 1913.